# Catalina Cirer Adrover
Catalina Cirer Adrover (Palma, 1963) és una política mallorquina, militant del Partit Popular de les Illes Balears (PP). Fou batllesa de Palma entre 2003 i 2007, esdevenint així la primera batllessa de la història de la capital balear. Abans, havia estat consellera del Govern Balear i delegada del Govern espanyol a les Illes Balears.

## Biografia
Es va diplomar en econòmiques a la UIB i llicenciar-se en ciències empresarials per la UNED (1988). Començà militant políticament a les joventuts de UCD. Després passà a militar al PDP i finalment, el 1989, al Partit Popular.
Va iniciar-se a la vida laboral a EMAYA com a auxiliar administrativa i després entrà a treballar al Banc de Sabadell quan comptava amb 24 anys, ocupació que mantengué fins a 1993.
Fou nomenada consellera de governació amb la renovació generacional que introduí el llavors president Gabriel Cañellas al seu gabinet el juny de 1993. En aquest mateix executiu de mitjana d'edat tan baixa, també hi havia Rosa Estaràs, Joan Flaquer, Maria Salom i Jaume Matas.
El maig de 1996, després de la victòria electoral de José María Aznar, fou nomenada delegada del Govern espanyol a les Illes Balears, càrrec que deixà per presentar-se a les eleccions municipals del 2003.
Accedí al càrrec de batllessa de Palma el maig del 2003 en guanyar unes ajustadíssimes eleccions municipals.
És una declarada seguidora de la línia de l'expresident Cañellas i especialment coneguda per ser una defensora d'algunes tradicions mallorquines com el ball de bot i el Reial Mallorca.
El dia 16 de juny de 2007 i després d'haver perdut la majoria, la seva successora Aina Calvo (PSIB) la rellevà com a batllessa de Palma.
Se la considera la màxima representant en actiu del canyellisme.
A les eleccions al Parlament de les Illes Balears de 2023 fou escollida com a diputada a la XIa legislatura per la circumscripció de Mallorca, i el dia 10 de juliol de 2023 va ser presentada com a Consellera de Famílies i Serveis Socials del Govern Balear presidit per Margalida Prohens.